# Kula armatnia

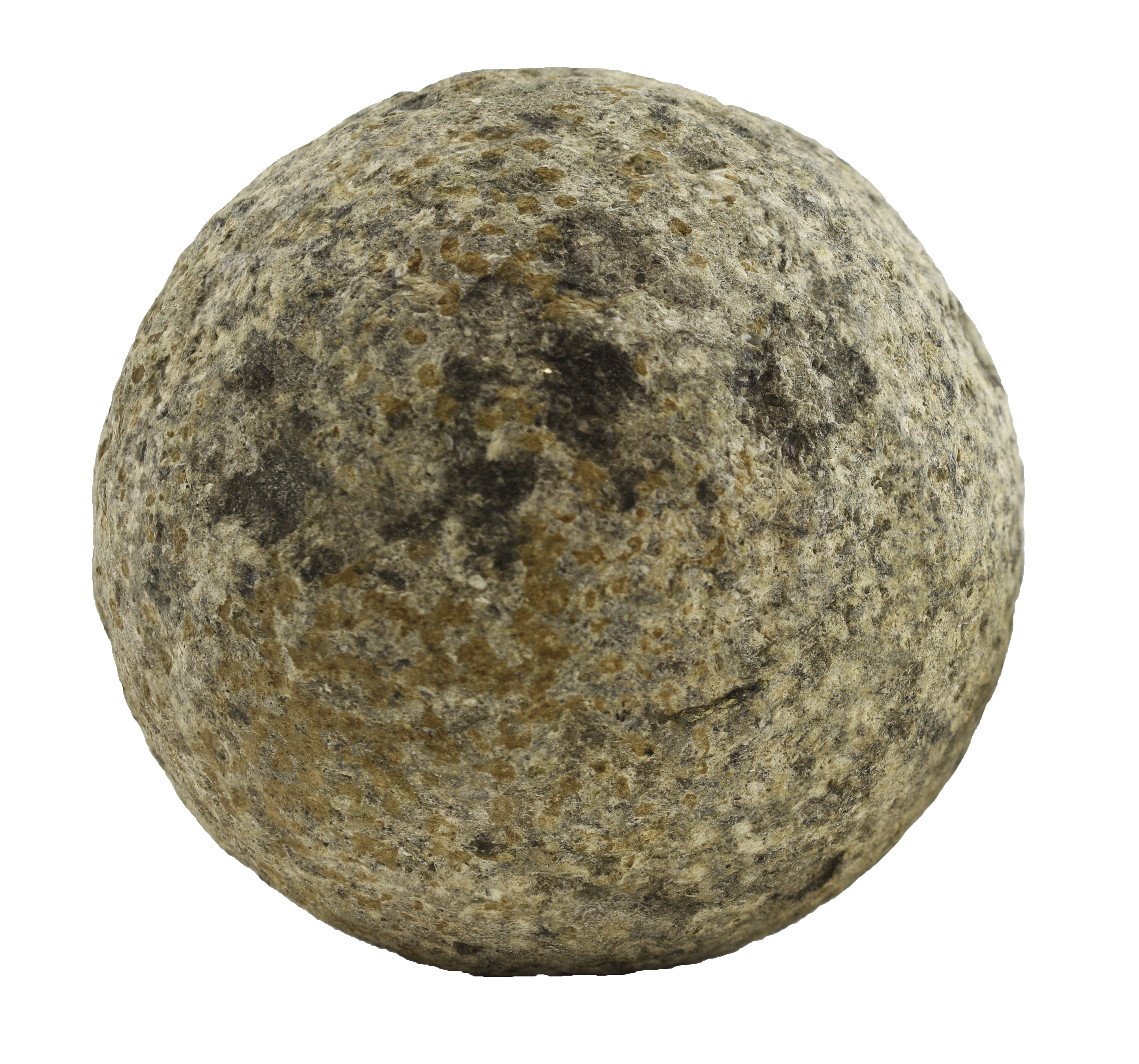
Kamienna kula armatnia z okresu średniowiecza

Żeliwna kula armatnia z XVII w.

Kula armatnia – rodzaj historycznego pocisku artyleryjskiego o kształcie sferycznym. W przeciwieństwie do granatów, kule armatnie nie zawierały materiału wybuchowego, będąc pociskiem monolitycznym. Wystrzeliwane były z dział gładkolufowych.

## Charakterystyka
Kule armatnie były pierwotnie sporządzane z gładzonego kamienia, a od XVI wieku do ich produkcji zaczęto wykorzystywać żeliwo. Ich sferyczny kształt wymuszony był powszechnym stosowaniem dział gładkolufowych, dla których był on najodpowiedniejszy. Aby móc załadować broń odprzodową kaliber kuli musiał być mniejszy niż kaliber lufy z której był wystrzeliwany. Pociągało to jednak za sobą negatywne konsekwencje w postaci utraty części gazów prochowych oraz ryzykiem obijania się pocisku o wewnętrzne ściany lufy na czym cierpiała celność (aby temu zaradzić wprowadzono do użycia przybitki).
Kule armatnie powszechnie stosowano do niszczenia fortyfikacji, okrętów oraz siły żywej przeciwnika. W użyciu przeciwko piechocie sformowanej w ciasnym szyku, kula odbijając się mogła razić kolejne szeregi żołnierzy na swoim torze.
Zanik stosowania kul armatnich nastąpił wraz z popularyzacją broni gwintowanej w drugiej połowie XIX wieku, do której zaczęto stosować pociski stożkowate (lepiej współpracujące z bruzdami gwintu).